# 신경돌기
신경돌기(neurite 또는 neuronal process)는 뉴런의 세포체로부터의 모든 돌출을 의미한다. 이 투영은 축삭 또는 수상돌기일 수 있다. 이 용어는 미성숙하거나 발달 중인 뉴런, 특히 배양 중인 세포에 대해 말할 때 자주 사용된다. 왜냐하면 세포분화가 완료되기 전에 축삭과 수상돌기를 구별하는 것이 어려울 수 있기 때문이다.

## 같이 보기
- 수평세포
- 무축삭세포